# Fdplus
Die fdplus (ehemals Liberale Depesche (elde)) ist die Parteizeitung der Freien Demokratischen Partei Deutschlands. Die fdplus will mit ihren Beiträgen zum gesellschaftlichen Dialog zwischen Mitgliedern der FDP und Bürgern, Unternehmen, Verbänden und Vereinen anregen und eine breite Plattform für bürgerschaftliches Engagement und Mitwirkung bieten. Die fdplus erscheint mit vier Ausgaben und einer jeweiligen Druckauflage in Höhe von 20.000 Exemplaren. Die digitale Version wird mit Bonusinhalten an weitere 60.000 Empfänger per E-Mail versendet. Darüber hinaus steht die fdplus als App für mobile Endgeräte und über den Browser zur Verfügung.